# بزرگراه ۷۱ آسیا
بزرگراه ۷۱ آسیا که به صورت علامت اختصاری AH-71 نشان داده می‌شود، بزرگراهی است به طول ۳۹۰ کیلومتر که از دلارام در افغانستان آغاز شده و در دشتک ایران پایان می‌یابد و دو بزرگراه ۱ و ۷۵ آسیا را به هم متصل می‌کند. مسیر آن از جاده‌های زیر است :

## افغانستان
- بزرگراه دلارام-زرنج : دلارام - زرنج

## ایران
- میلک - زابل
- جاده ۹۹: زابل - دشتک[۱]